# Saprochaete
Saprochaete Coker & Shanor ex D.T.S. Wagner & Dawes – rodzaj grzybów należący do rodziny Dipodascaceae. Zaliczane są do drożdży.

## Charakterystyka
Gatunki Saprochaete (dawniej znane jako Geotrichum) to drożdże podstawkowe o własnościach dymorficznych; mogą tworzyć zarówno formę drożdżową, jak i strzępkową. Niektóre gatunki są częścią mikrobiomu układu oddechowego, jelitowego i skóry człowieka; dlatego też wyizolowano je z ludzkiej plwociny i kału. Mogą powodować zakażenia oportunistyczne u żywicieli z obniżoną odpornością, które są określane jako geotrychoza. W przeciwieństwie do zakażeń wywołanych przez Aspergillus i Candida, zakażenia gatunkami Saprochaete są rzadkie i zgłaszano je wyłącznie u pacjentów z obniżoną odpornością lub nowotworami hematologicznymi. U ludzi najczęściej identyfikowanym gatunkiem jest Saprochaete capitata (występuje również w Polsce).
Gatunki Saprochaete tworzą dość typowe strzępki i beczkowate, prostokątne lub zaokrąglone na końcach artrokonidia. Optymalna temperatura wzrostu wynosi 25 °C, a większość szczepów albo wcale nie rośnie, albo rośnie słabo w temperaturze 37 °C.

## Systematyka
Pozycja w klasyfikacji według Index Fungorum: Dipodascaceae, Saccharomycetales, Saccharomycetidae, Saccharomycetes, Saccharomycotina, Ascomycota, Fungi.
Takson utworzyli w 1970 r. William Chambers Coker i Leland Shanor oraz D.T.S. Wagner i Clinton J. Dawes. Synonimy:
- Ascotrichosporon Kock.-Krat., E. Sláviková, Zemek & Kuniak 1977
- Saprochaete Coker & Shanor 1939

Niektóre gatunki:
- Saprochaete capitata (Diddens & Lodder) de Hoog & M.T. Sm. 2004
- Saprochaete chiloensis (C. Ramírez & A.E. González) Kurtzman, Robnett, de Hoog & M.T. Sm. 2004
- Saprochaete fungicola de Hoog & M.T. Sm. 2004 (also see Species Fungorum: Saprochaete fungicola); Dipodascaceae

Nazwy naukowe według Index Fungorum